# 낭 응우미티 앙 랑잇
《낭 응우미티 앙 랑잇》(타갈로그어: Nang Ngumiti ang Langit)은 2019년 방영된 필리핀의 드라마이다.